# Curierul
Curierul (în franceză: Le Transporteur) este un film thriller de acțiune francez din 2002, regizat de Louis Leterrier și Corey Yuen, după un scenariu de Luc Besson, care s-a inspirat din seria de filme BMW The Hire.
În rolul principal este Jason Statham, care îl portretizează pe Frank Martin, un șofer la comandă – mercenar "transportator".
Acesta e primul film din seria de filme care le mai conține pe Transporter 2 și Transporter 3.